# Џулијан (Калифорнија)
Џулијан (енгл. Julian) насељено је место без административног статуса у америчкој савезној држави Калифорнија.

## Демографија
По попису из 2010. године број становника је 1.502, што је 119 (-7,3%) становника мање него 2000. године.
| Група             | 2000.         | 2010.         |
| Белци             | 1.410 (87,0%) | 1.239 (82,5%) |
| Афроамериканци    | 12 (0,7%)     | 5 (0,3%)      |
| Азијати           | 8 (0,5%)      | 12 (0,8%)     |
| Хиспаноамериканци | 131 (8,1%)    | 195 (13,0%)   |
| Укупно            | 1.621         | 1.502         |